# Konkávní (architektura)

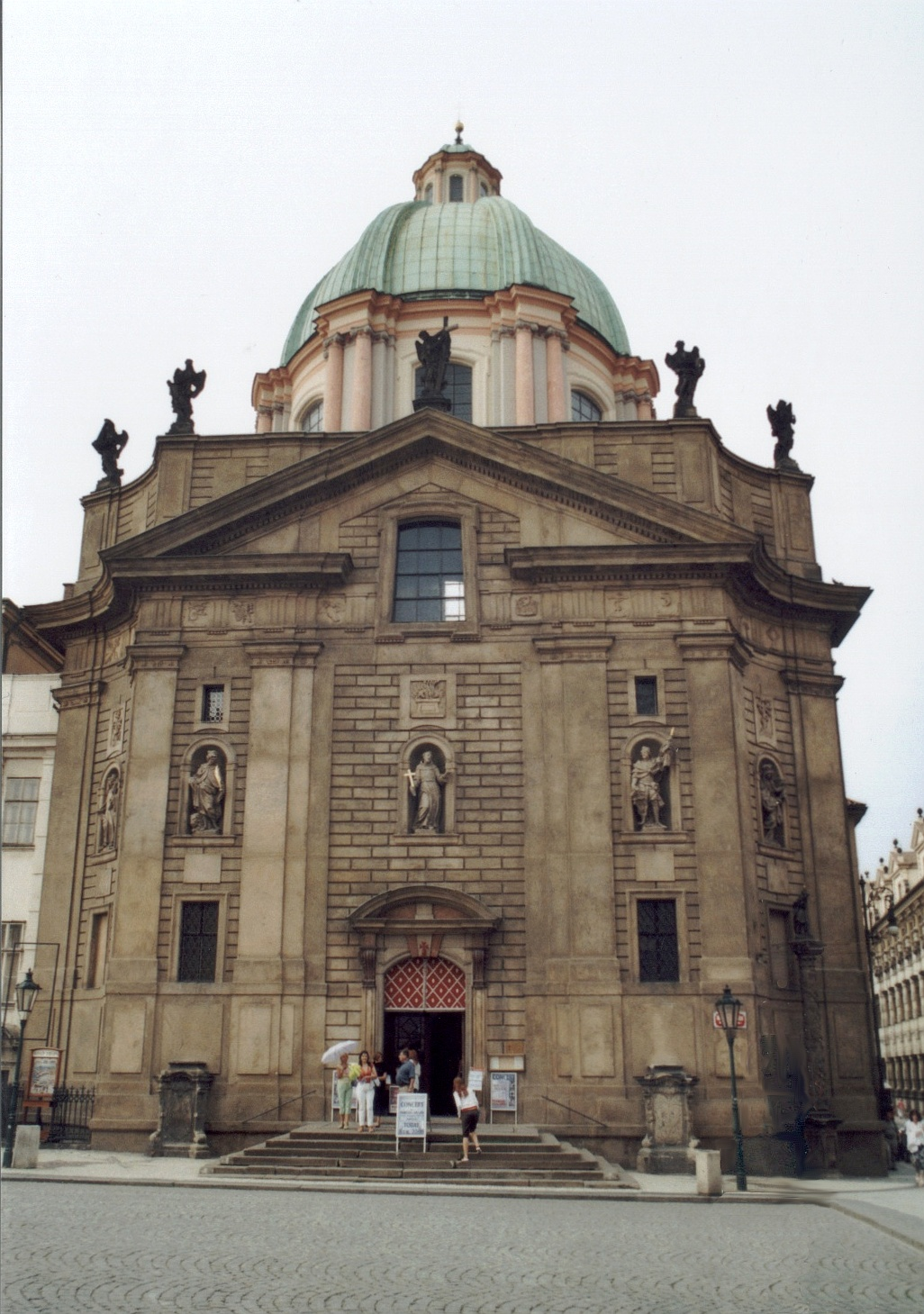
Příklad použití konkávní křivky v architektuře – nároží kostela svatého Františka Serafinského v Praze jsou konkávně probrána

Slovo Konkávní (lat. concavus – vydutý z lat. cavus – dutý) označuje plochy či křivky prohnuté směrem dovnitř, resp. od pozorovatele. Je-li na průčelí užito konkávní probrání, působí na pozorovatele dojmem určité útulnosti, malebnosti. Do konkávního probrání může být vloženo okno či vstupní portál. Barokní teoretikové architektury v této souvislosti mluvili o dojmu „otevřené náruče“. Někdy mohou mít budovy také konkávně skrojená nároží.
Konkávní vydutí stěny či dalších architektonických konstrukcí bylo časté především ve vrcholném a pozdním baroku, mnohdy jako součást konvexně-konkávní křivky.

## Metodická poznámka
Na rozdíl od běžného užití pojmu konvexní a konkávní je při popisu architektury vždy nutné vztahovat konvexnost a konkávnost k pozorovateli. Tatáž křivka obvodové stěny bude v interiéru chápána jako konvexní, zatímco na exteriéru stavby jako konkávní a naopak!